# Gauss sats

Exempel på flöden genom en region. Varje vektor kan indikera ett inåt- eller utåtgående flöde. Om det inte finns någon källa eller sänka innanför ytan kommer summan av flödet att vara noll.

Gauss sats, eller divergenssatsen är ett matematiskt teorem och en av de grundläggande principerna inom vektoranalysen. Teoremet beskriver sambandet mellan divergensen av ett vektorfält och flödet genom en sluten yta i vektorfältet. Gauss sats är ett viktigt verktyg för fysikens matematik, till exempel elektrostatiken och flödesdynamiken.

## Formell beskrivning
Antag att området V är en delmängd till ℝn  och V är kompakt och bitvis kontinuerlig och deriverbar. Om A är ett kontinuerligt, differentierbart vektorfält definierat på ett område av V så gäller att
{\displaystyle \oiint _{S}\mathbf {A} \cdot {\hat {\mathbf {n} }}\ dS=\iiint _{V}\,{\textrm {div}}\ \mathbf {A} \ dV},
där ytan S = ∂V är randen till området V, orienterat så att ytans normal är riktad ut från ytan. div A är divergensen av A  och definieras som
{\displaystyle {\textrm {div}}\ {\textbf {A}}\ ={\frac {\partial A_{x}}{\partial x}}+{\frac {\partial A_{y}}{\partial y}}+{\frac {\partial A_{z}}{\partial z}}}.
Med den definitionen av div A kan Gauss sats skrivas
{\displaystyle \oiint _{S}\mathbf {A} \cdot {\hat {\mathbf {n} }}\ dS=\iiint _{V}\ \left({\frac {\partial A_{x}}{\partial x}}+{\frac {\partial A_{y}}{\partial y}}+{\frac {\partial A_{z}}{\partial z}}\right)\ dx\ dy\ dz}.
Det är vanligt att skriva div A som ∇ • A, det vill säga skalärprodukten av nablaoperatorn och vektorfältet. Detta ska dock ses mer som en minnesregel då nablaoperatorn inte är en vektor.
Gauss sats är ett specialfall av Stokes sats, vilken är en generalisering av analysens fundamentalsats.

## Fysikaliska tolkningar
Vektorfältet A kan ses som hastighetsfältet för en inkompressibel, homogen vätska mätt i m³ per sekund. Om div A < 0 inom V måste vätska annihileras i V. På samma sätt måste vätska materialiseras i V om A > 0. Normal vätskeströmning är givetvis divergensfri.
Gauss sats är således en konserveringslag som innebär att volymen av det totala flödet, till exempel volymintegralen av divergensen, är lika med nettoflödet över volymens yta.
Som en praktisk tillämpning kan man tänka sig att V är en diskho med vattenkran. Om div A > 0 är flödet från kranen större än flödet ut genom avloppet och vätska kommer att ansamlas i hon. Om div A < 0 så är flödet genom avloppet större än genom kranen och vattennivån i hon kommer att minska.
En annan praktisk tillämpning är att A är jordens gravitationsfält och ∂V är tropopausen eller någon annan sfär som omsluter jorden. Då är div A jordens totala gravitation. Till skillnad från vätskeströmningen är gravitationsfält normalt inte divergensfria.

## Historia
Gauss sats upptäcktes av Joseph-Louis Lagrange år 1762. Carl Friedrich Gauss återupptäckte satsen oberoende av Lagrange år 1813 och senare upptäcktes den även av George Green år 1825 och år 1831 av Mikhail Vasilievich Ostrogradsky, som också gav det första beviset för satsen.